# Villa Muramaris

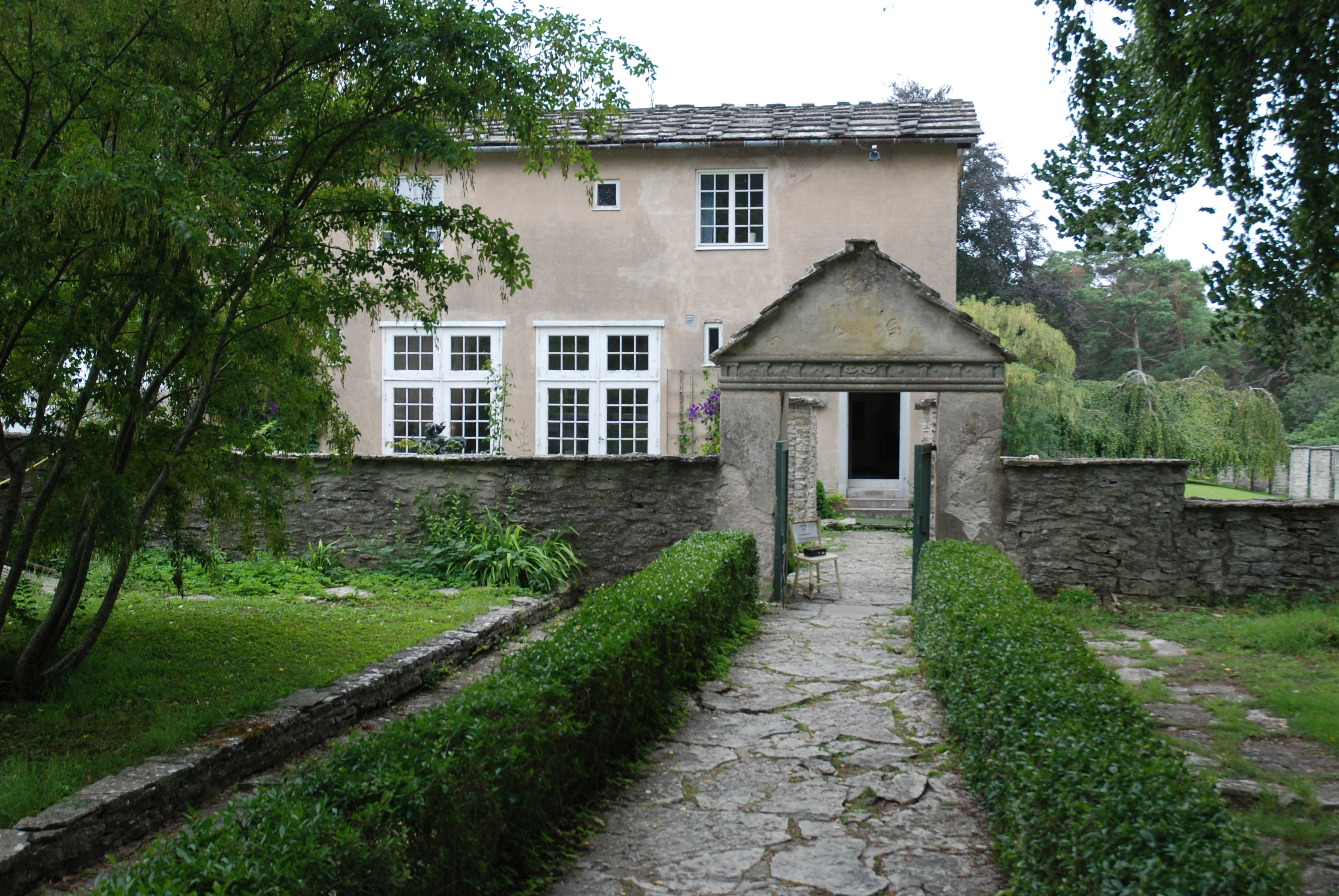
Entrén till Muramaris

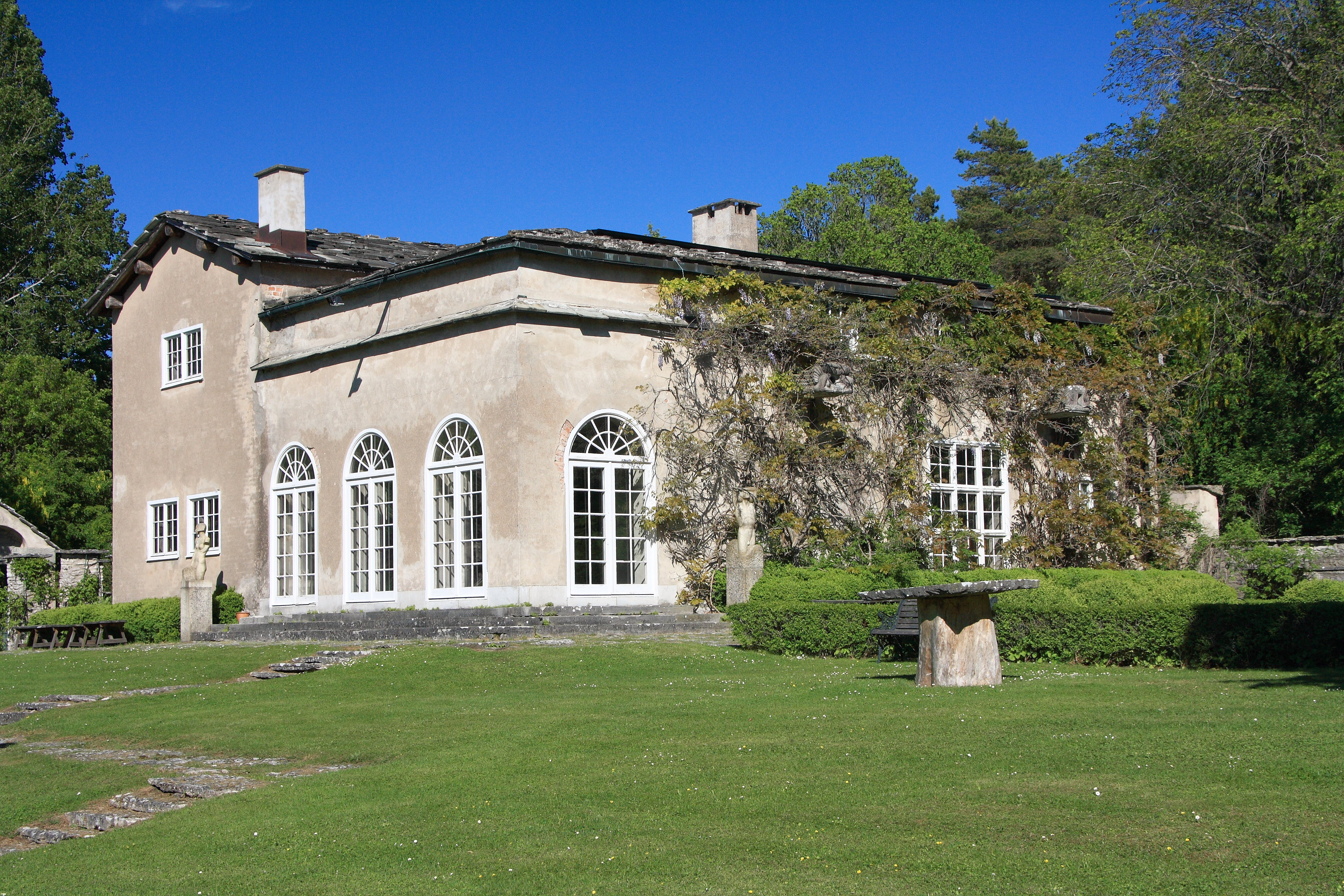
Muramaris

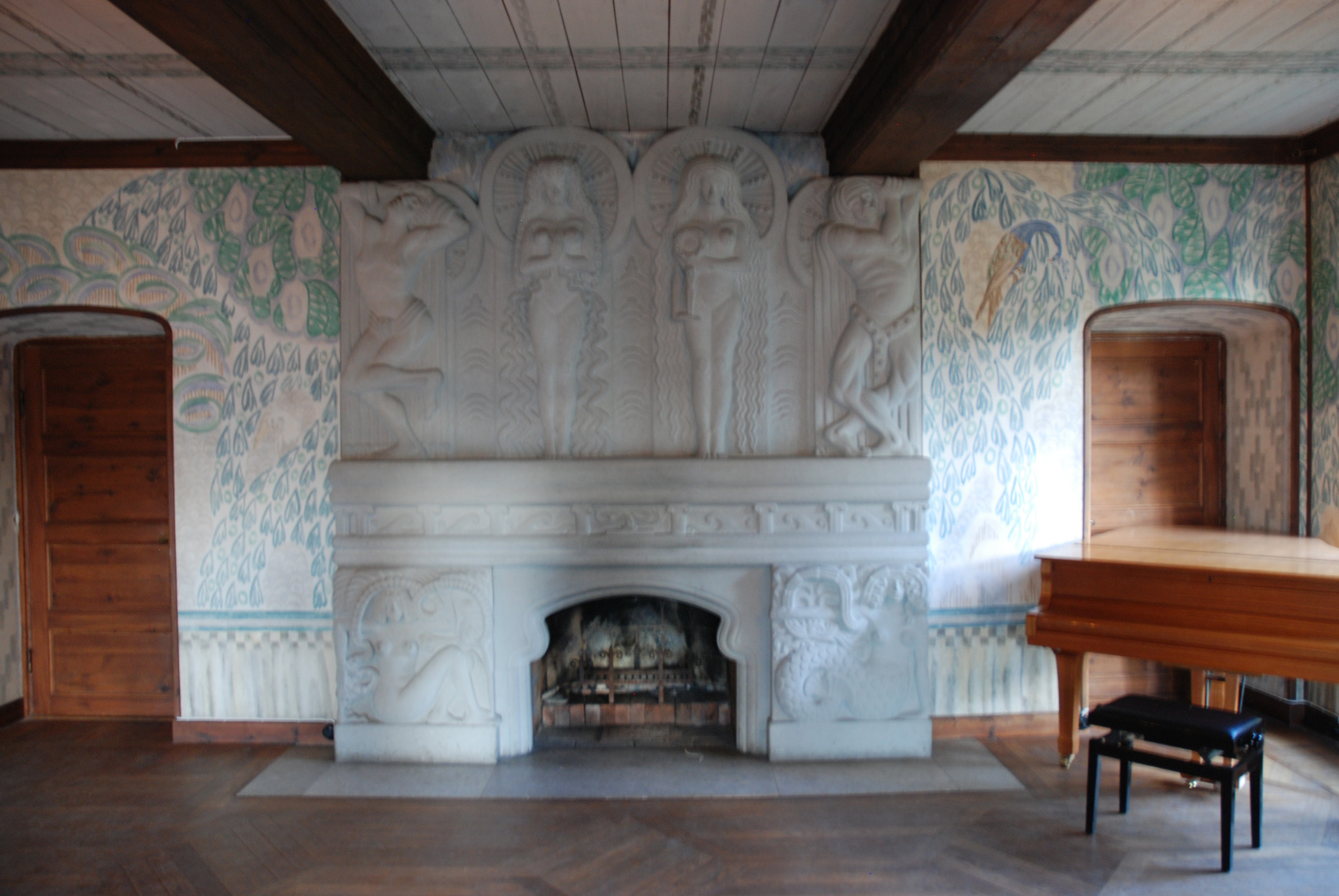
Ellen Roosvals kalkstensspis i salen

Villa Muramaris, "härden vid havet", är ett byggnadsminne på Gotland.
Villa Muramaris uppfördes av makarna Johnny Roosval och Ellen Roosval von Hallwyl under åren 1915–1917 och ligger drygt 5 km norr om centrala Visby. Huset brann ner den 18 januari 2013 men har återskapats till stor del.

## Historia
Efter att i flera år ha hyrt sommarboende på Gotland köpte paret Roosval 1915 mark där, som efter några år kom att omfatta cirka 22 hektar. Kostnaden för hela anläggningen uppgick till mellan 25 000 och 30 000 kr. Makarna var väl insatta i sin tids konstnärliga strömningar och de första skisserna till Muramaris gjorde de själva. Arkitekten Arre Essén utformade byggnadsritningarna och Johnny Roosval var byggherre. Paret Roosval ville att huset skulle samspela med den omgivande naturen och med havet. Idéerna har likheter med villa San Michele som Axel Munthe uppförde på Capri. Muramaris skapades med inspiration av medelhavsarkitektur och gotländsk medeltid. På området byggdes, förutom boningshuset, bland annat ateljé, tehus, bastu och lusthus. Här anlades även en golfbana och en trädgård i italiensk barockstil.

## Husets utformning
Husets grundplan var kvadratisk och bestod av två rektangulära delar. Den ena delen hade två våningar medan den andra delen hade en våning följd av en takterrass. Fönstren var oregelbundet placerade, beroende på rummens olika funktioner. På bottenvåningen fanns ett stort vardagsrum, arbetsrum, kök, några mindre rum och en loggia. På övervåningen fanns två sovrum, en hall och takterrassen. 
Husets insida var rikt utsmyckad, ytterst genom Ellen Roosvals försorg. Hon gjorde själv en stor öppen spis i sandsten som placerades centralt i husets vardagsrum. På innertak och väggar fanns dekorativa målningar i olika färger gjorda av konstnärerna Greta Ruuth och Märta Anckarswärd. Den grå-vita fasaden var putsad och kalkad, och saknade utsmyckning.

## Trädgården
Planritningen till trädgården gjordes av konstnären Nils von Dardel. Den fick namnet Lustgården. Anläggningen, som omges av en putsad mur, gjordes i flera avdelningar och för olika behov. Ellen Roosval är upphov till huvuddelen av trädgårdens utsmyckning med symboliskt laddade skulpturer och fontäner av vit marmor. I trädgården finns också en fontän av Sigrid Fridman.

## Huset idag

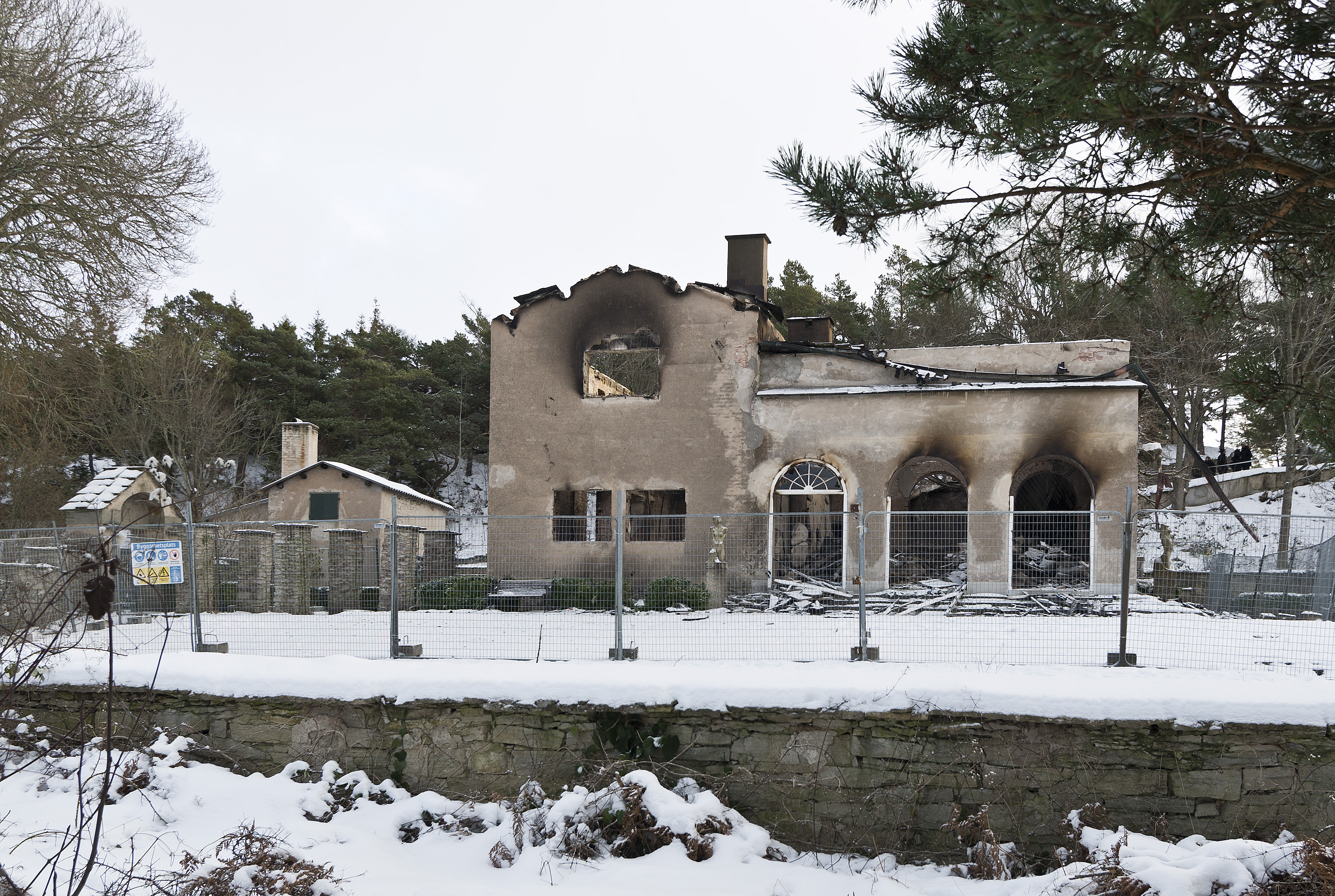
Villa Muramaris brann ner den 18 januari 2013

Under 35 år bodde paret Roosval i Muramaris, och efter Johnny Roosvals död 1965 beboddes det sommartid av hans andra hustru Agneta Roosval som sålde det i mitten av 1980-talet.1987 utsåg Länsstyrelsen på Gotland huset till ett byggnadsminne. Sedan 1995 ägs anläggningen av ögonläkare Birgitta Amér, som påbörjade en upprustning av villan och den tillhörande trädgården. Den 18 januari 2013 totalförstördes Muramaris i en förödande brand. De följande åren har villan till stor del återuppbyggts.

## Fotogalleri

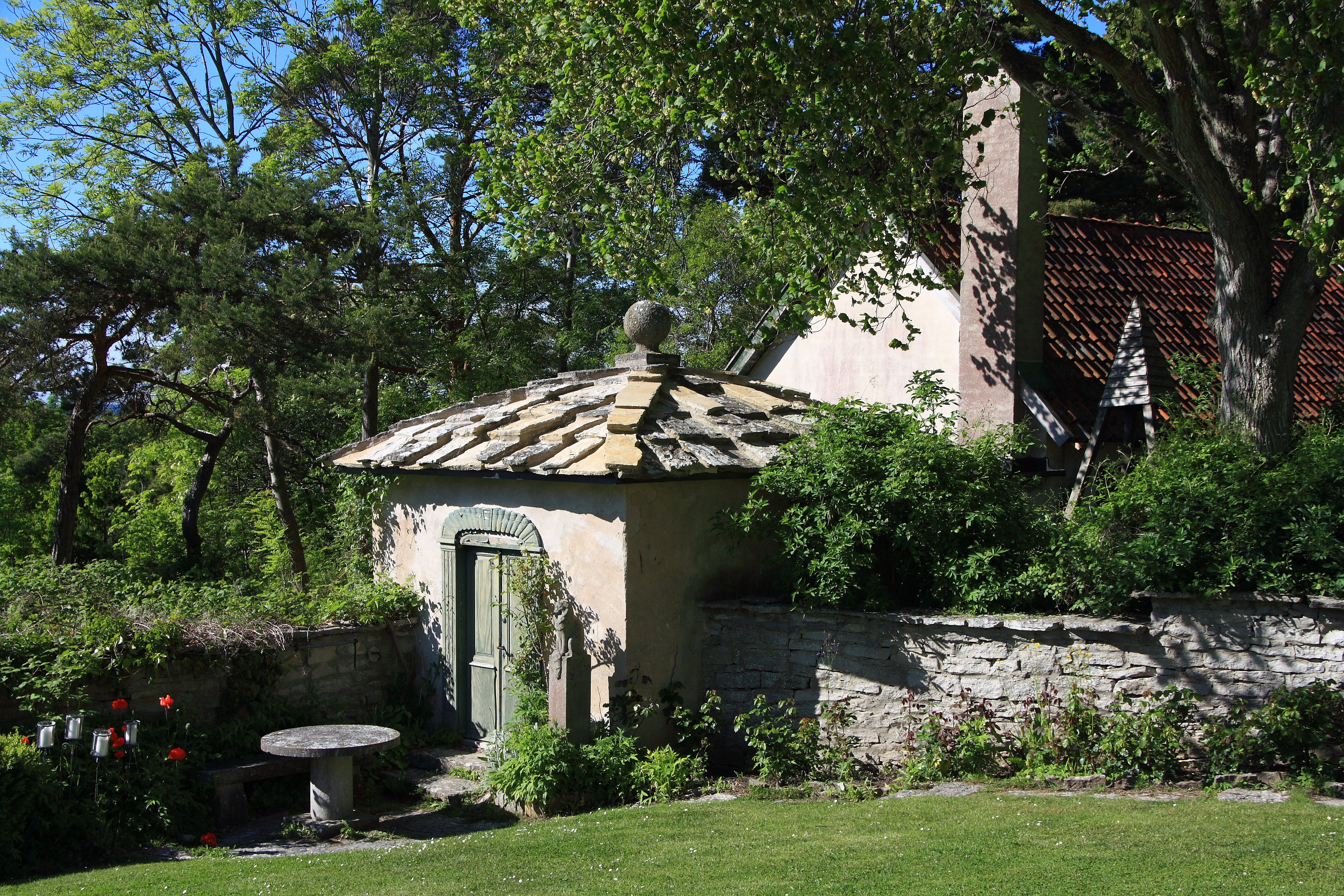
Trädgårdshus
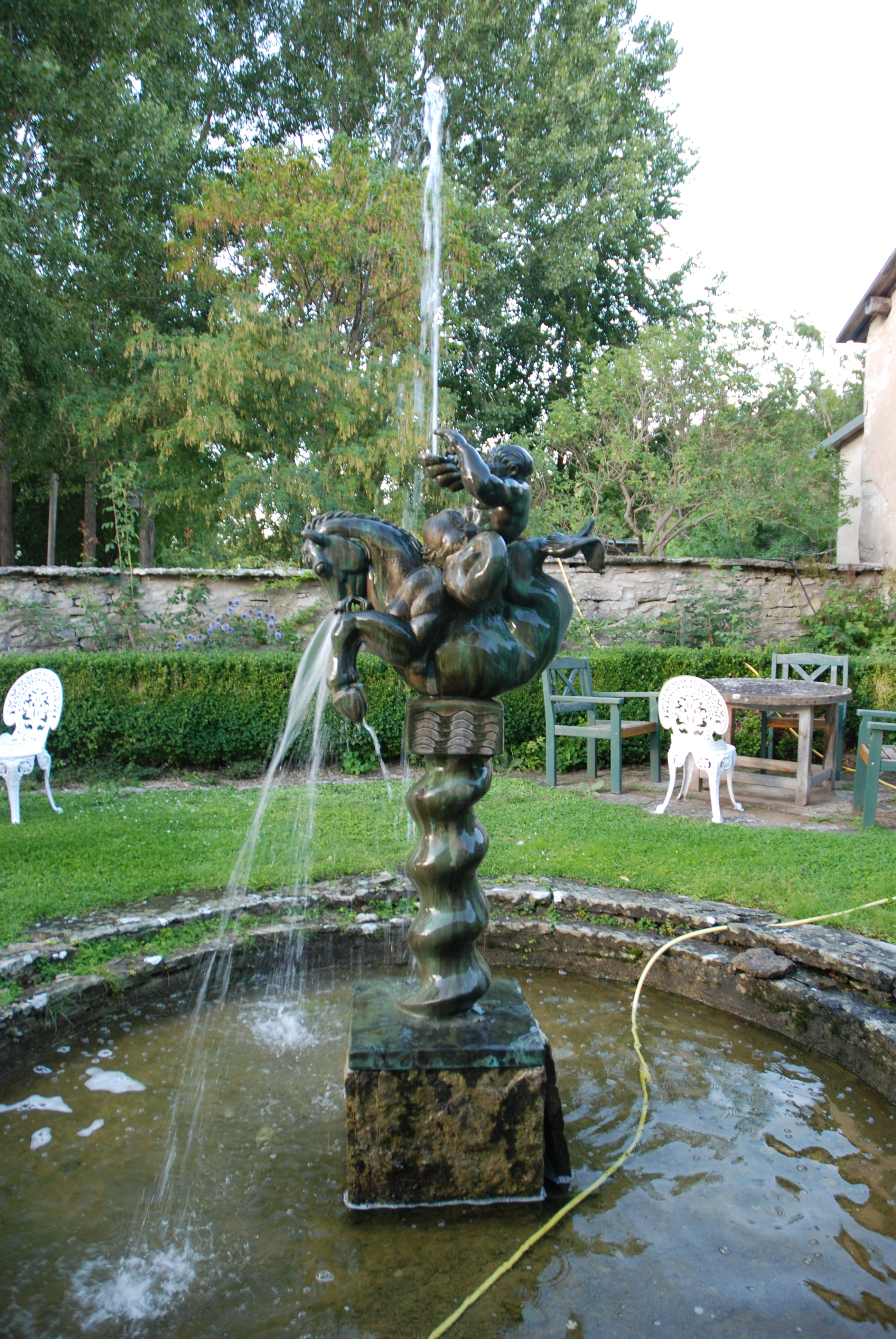
Fontän av Sigrid Fridman
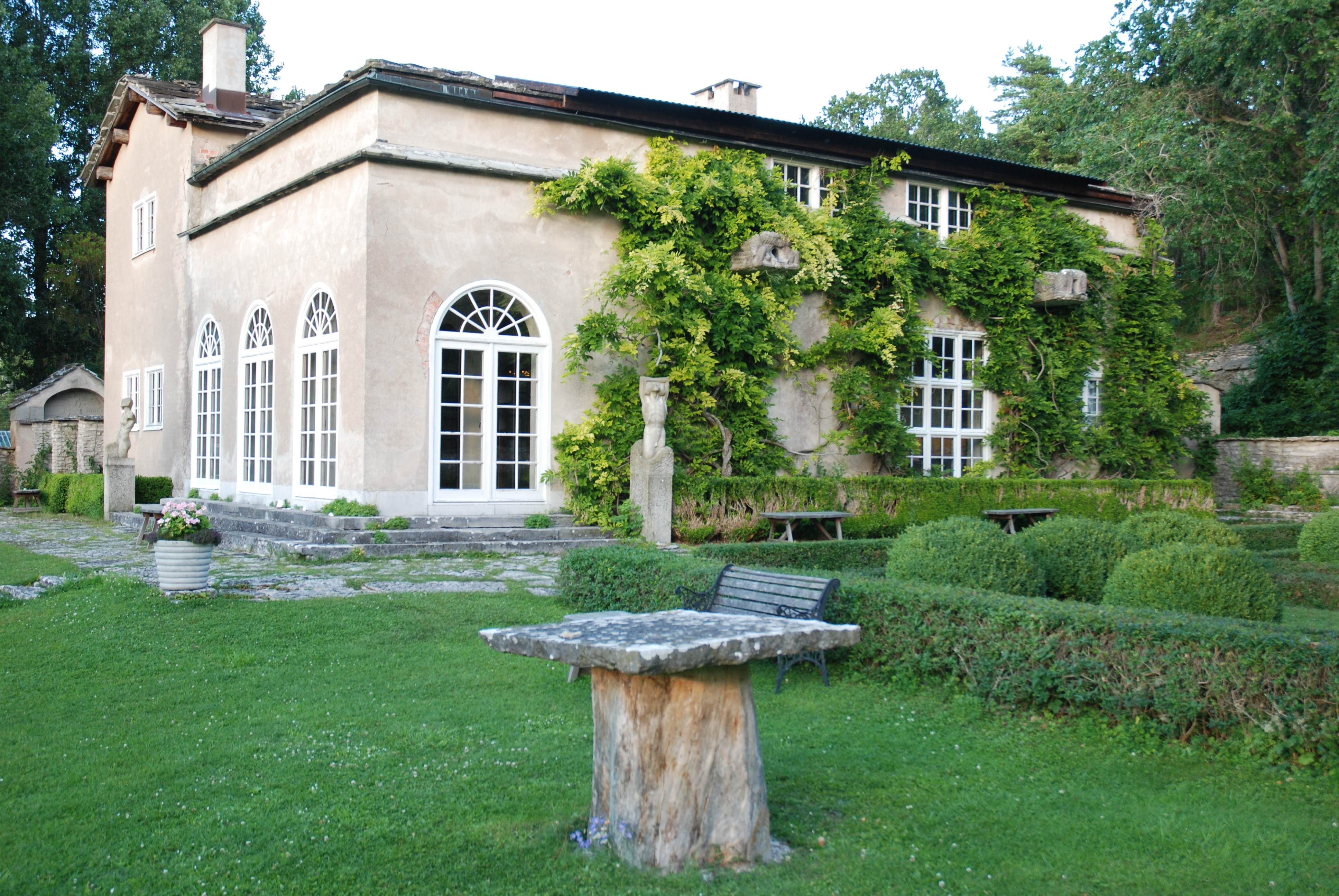
Huset från trädgården
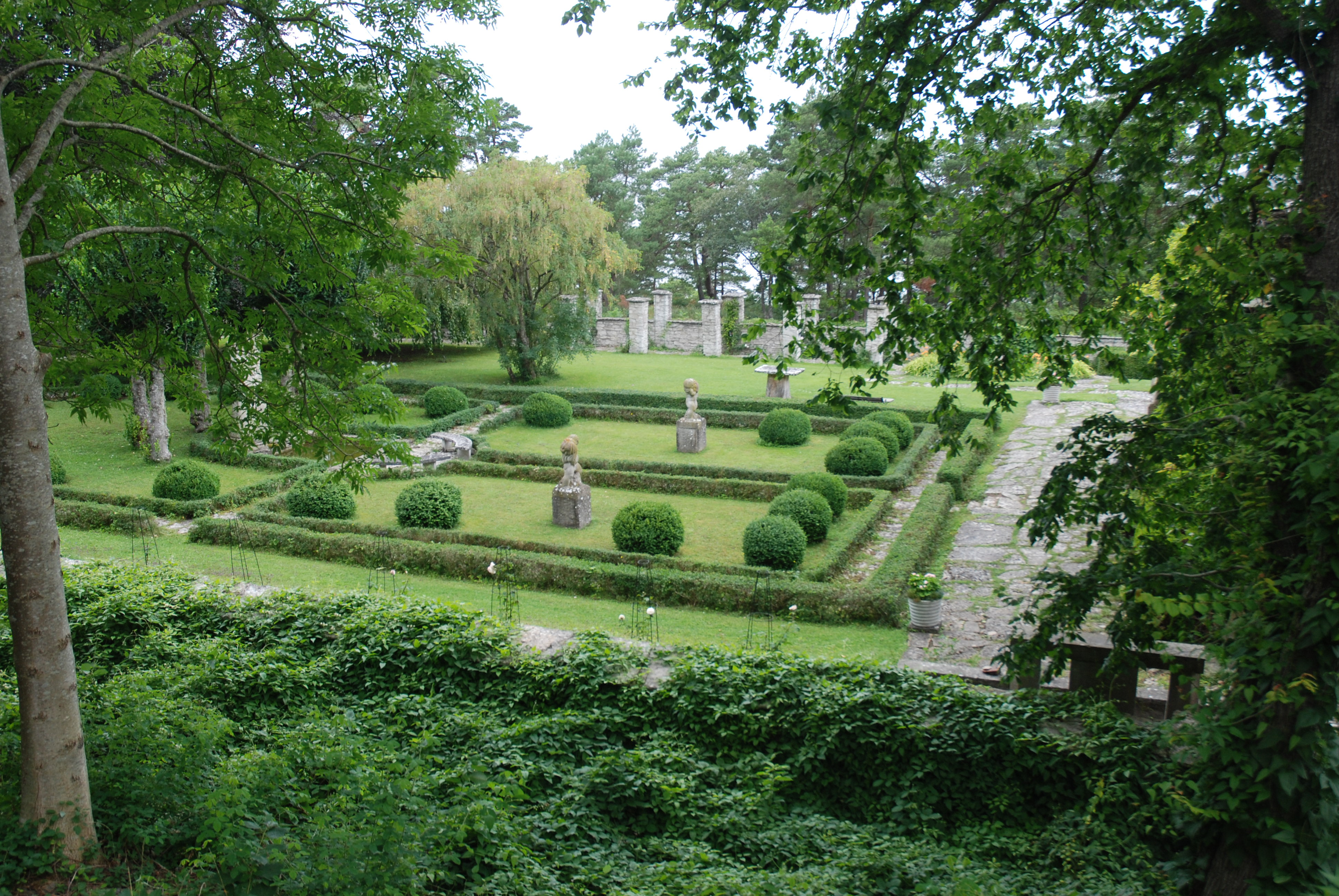
Trädgården från nedfartsvägen
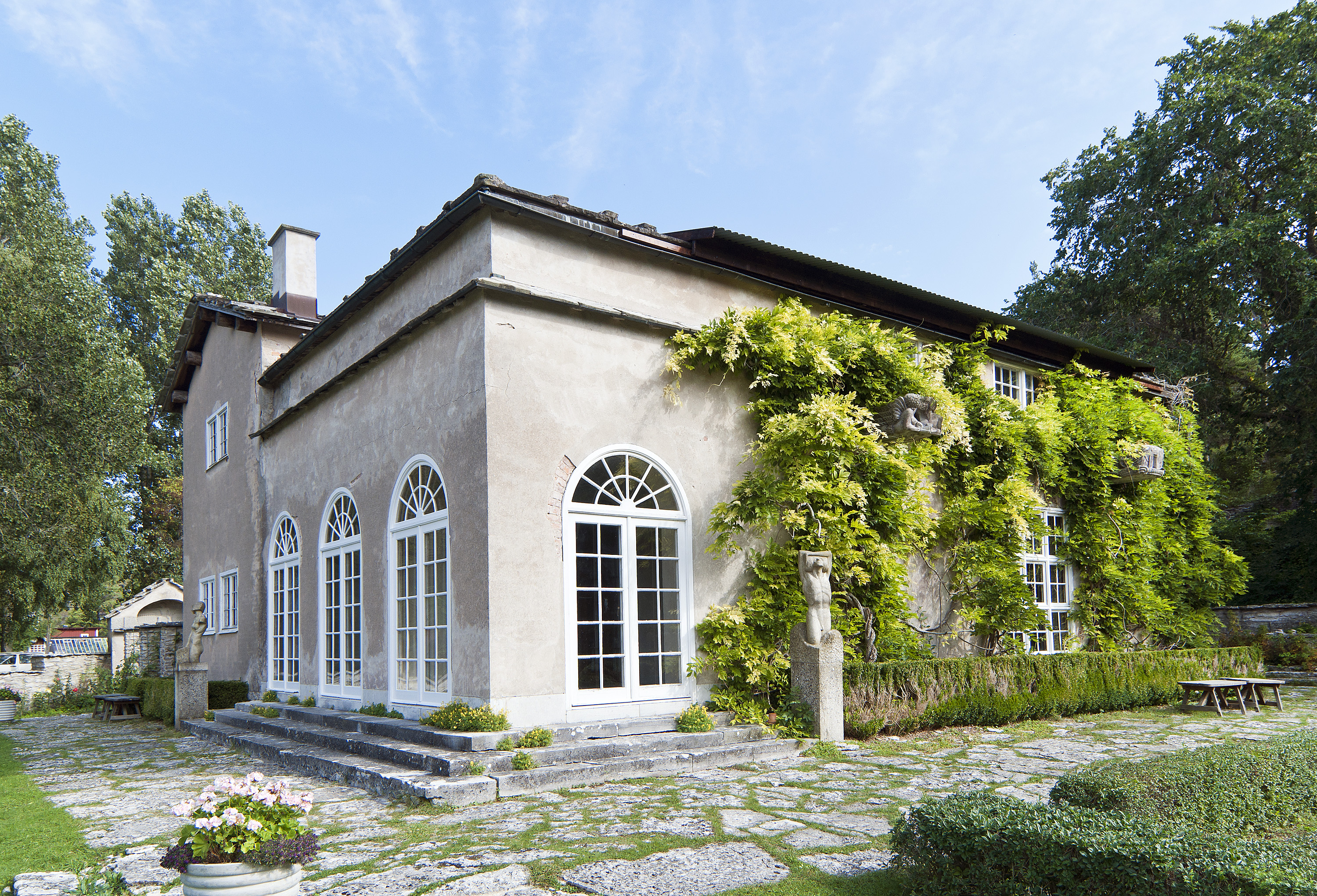
Villa Muramaris 2011
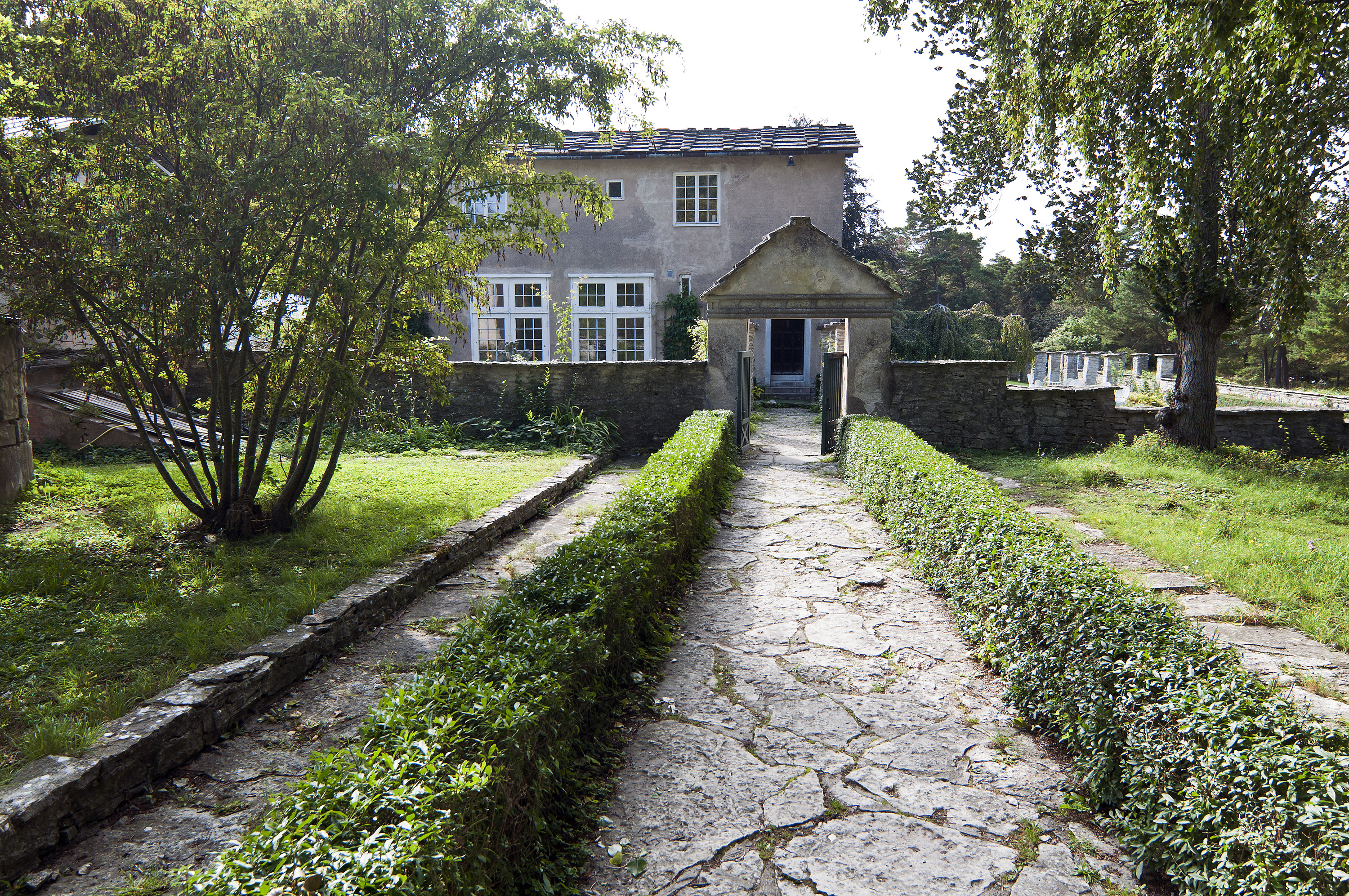
Muramaris 2011
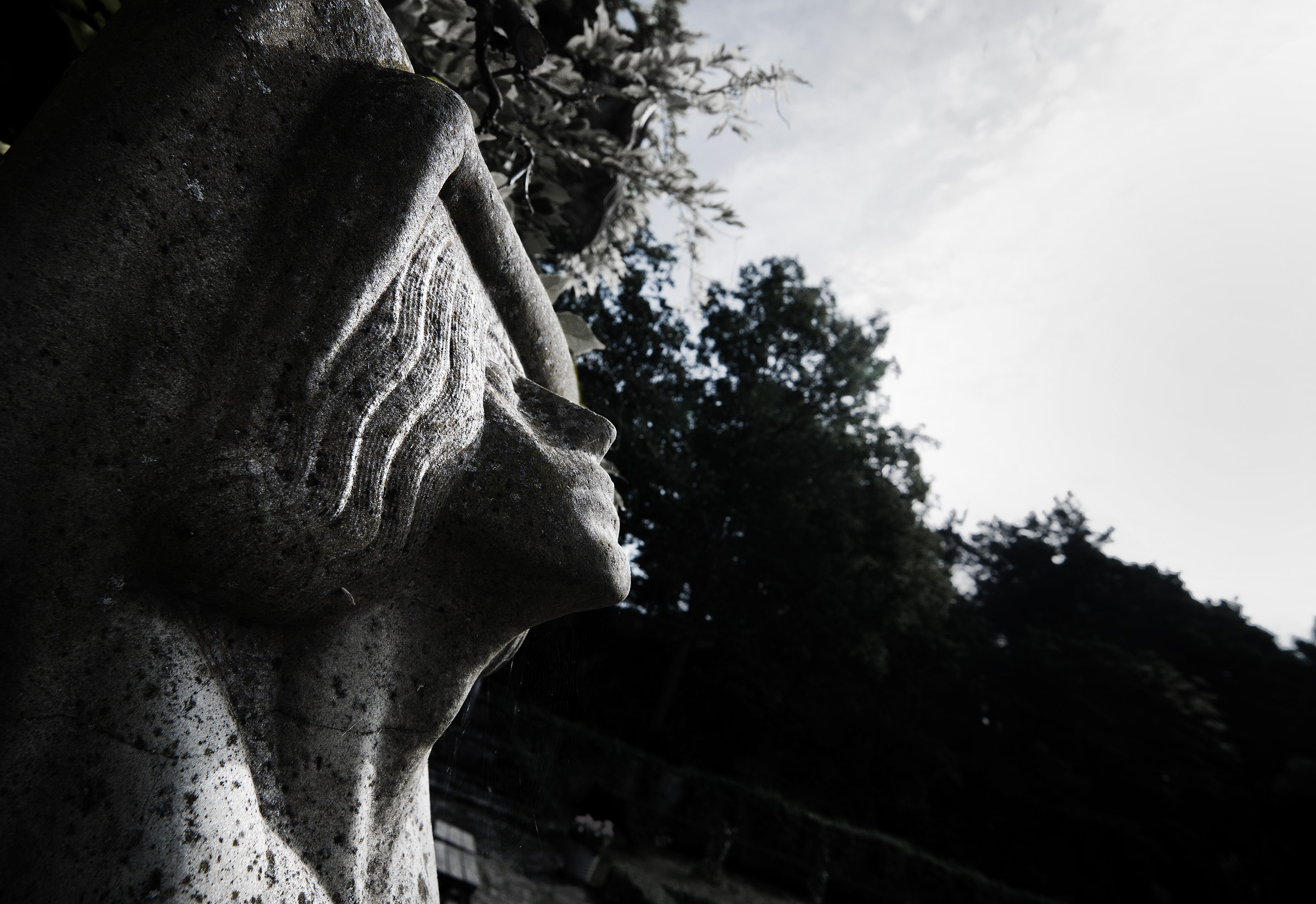
Skulptur i trädgården.

## Branden 2013

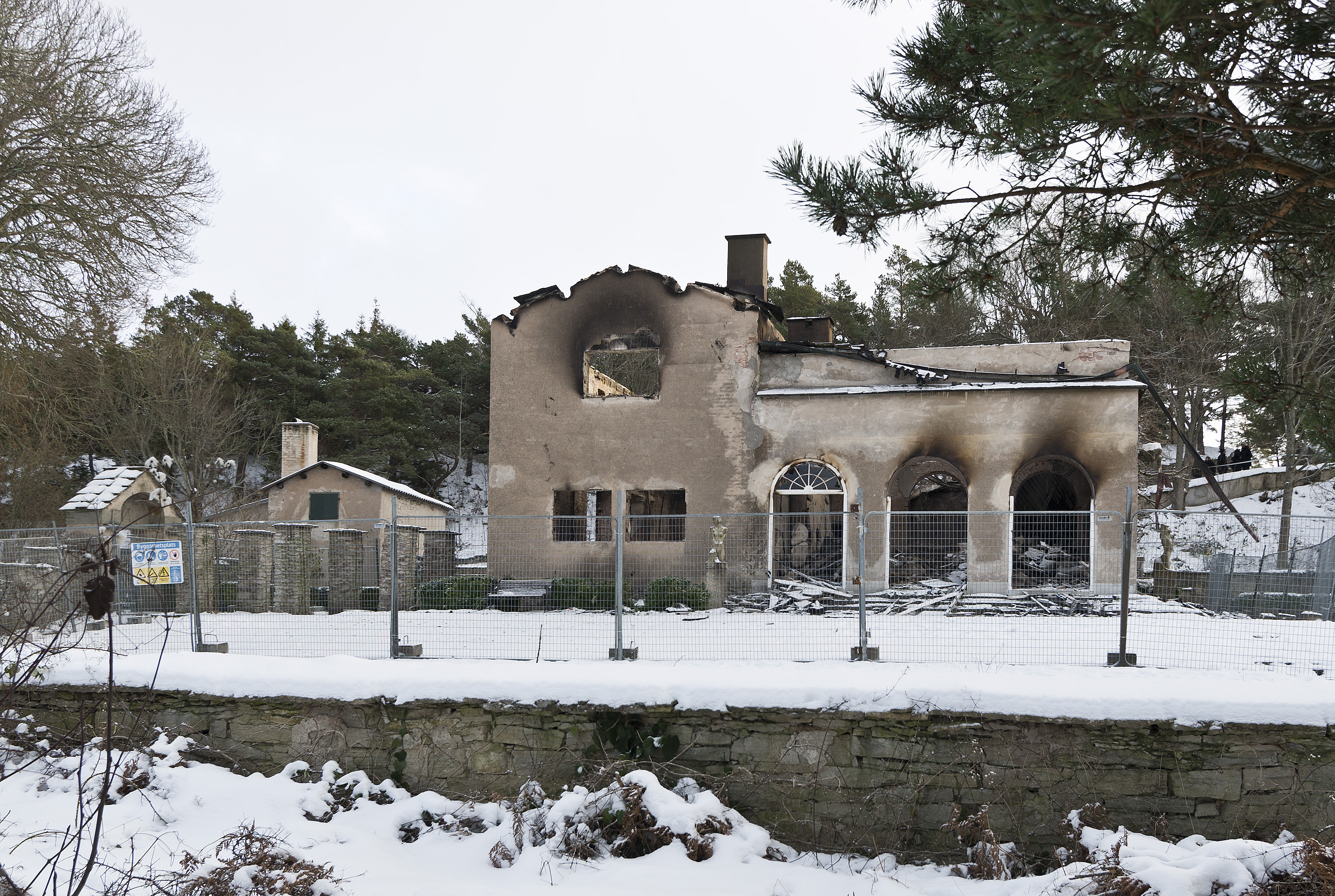
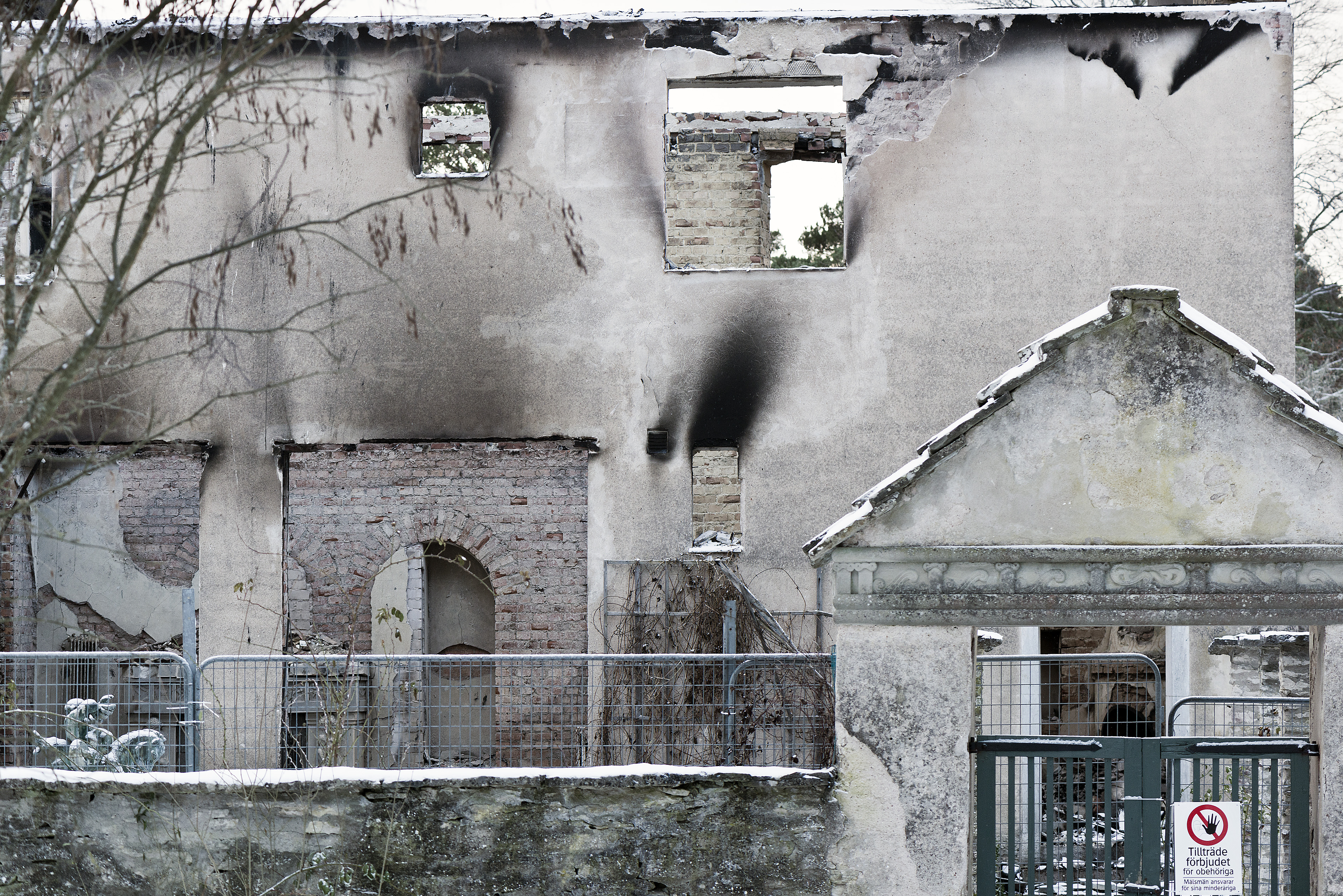
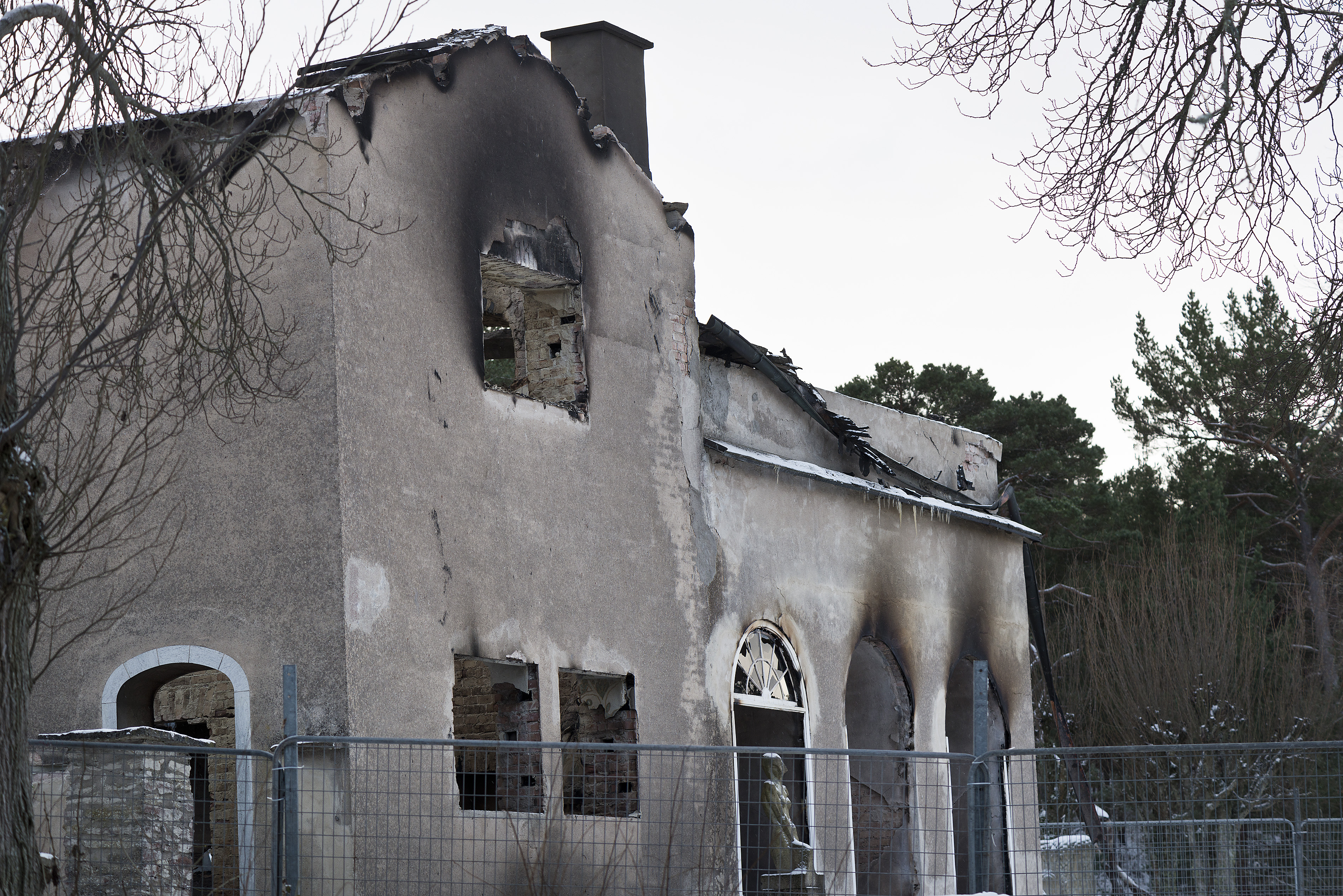
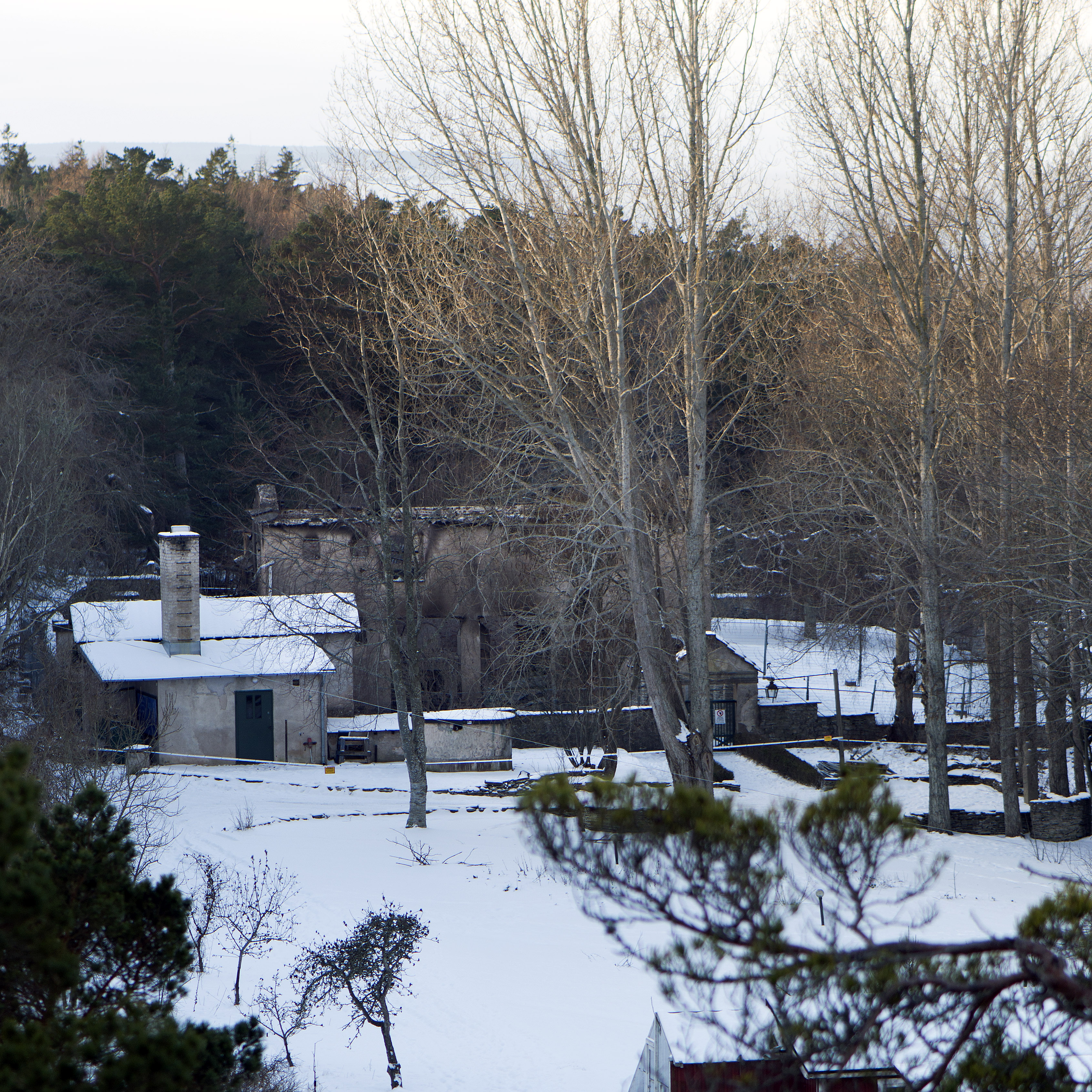

## Pågående återuppbyggnad 2021

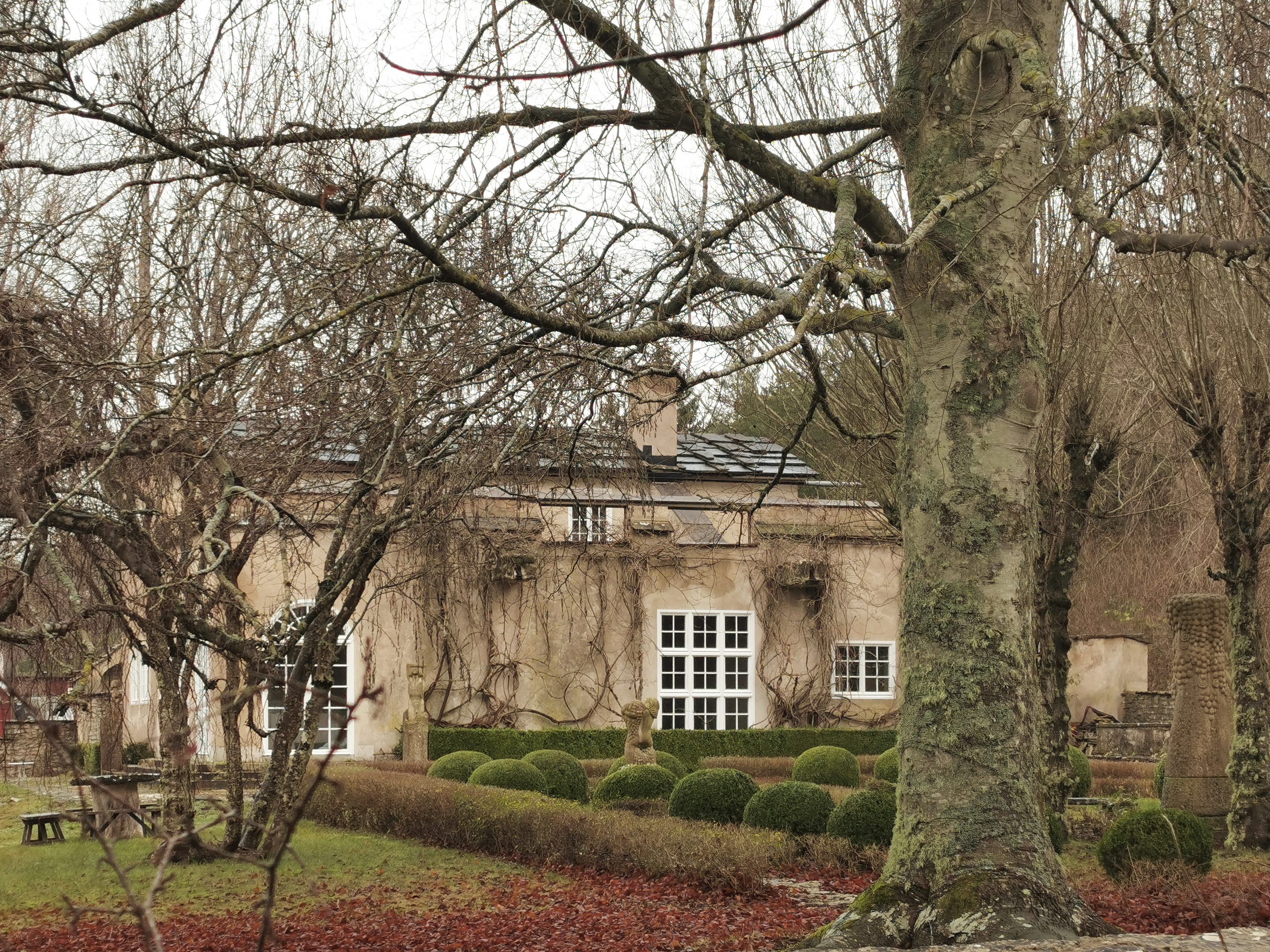
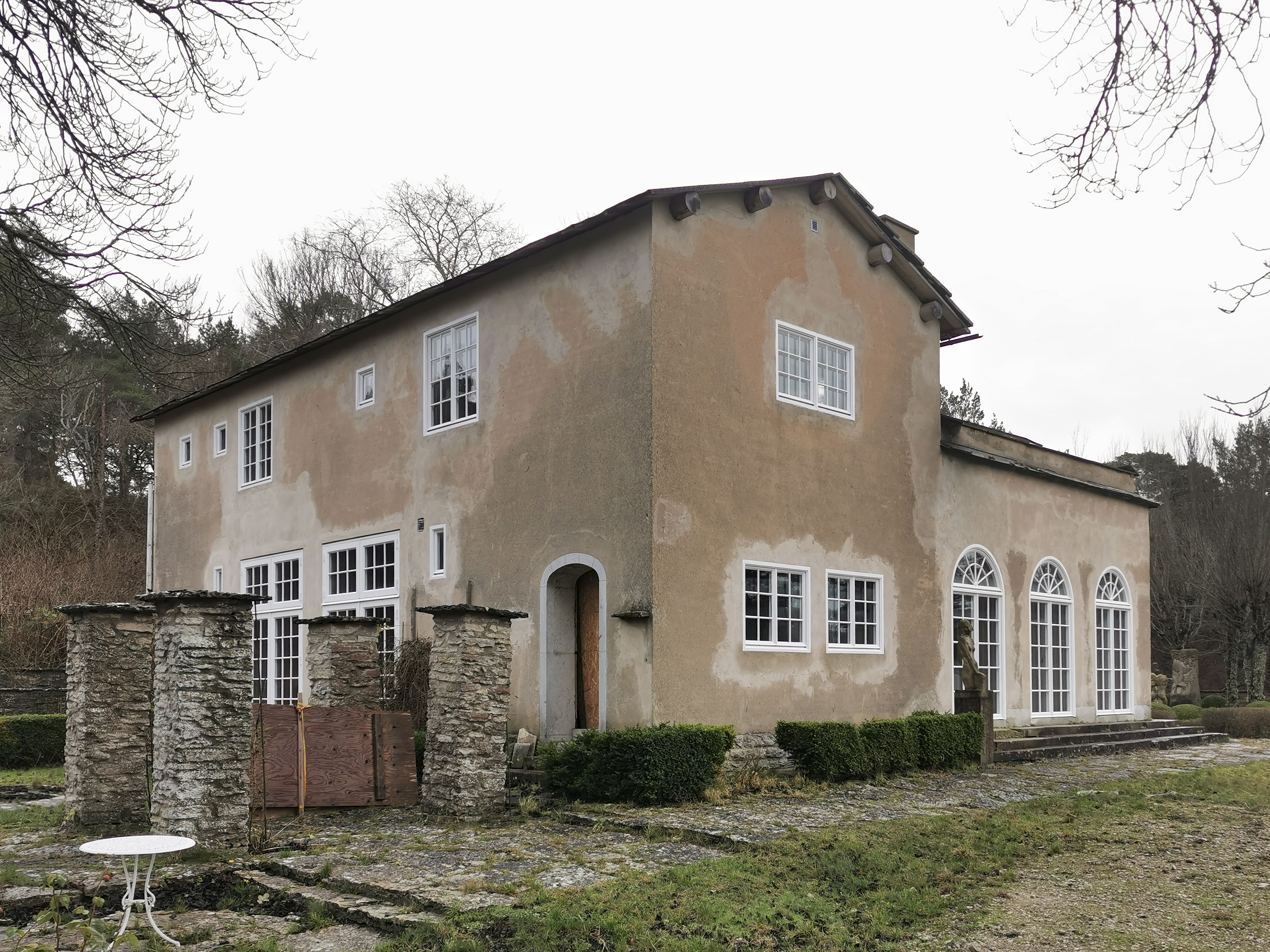
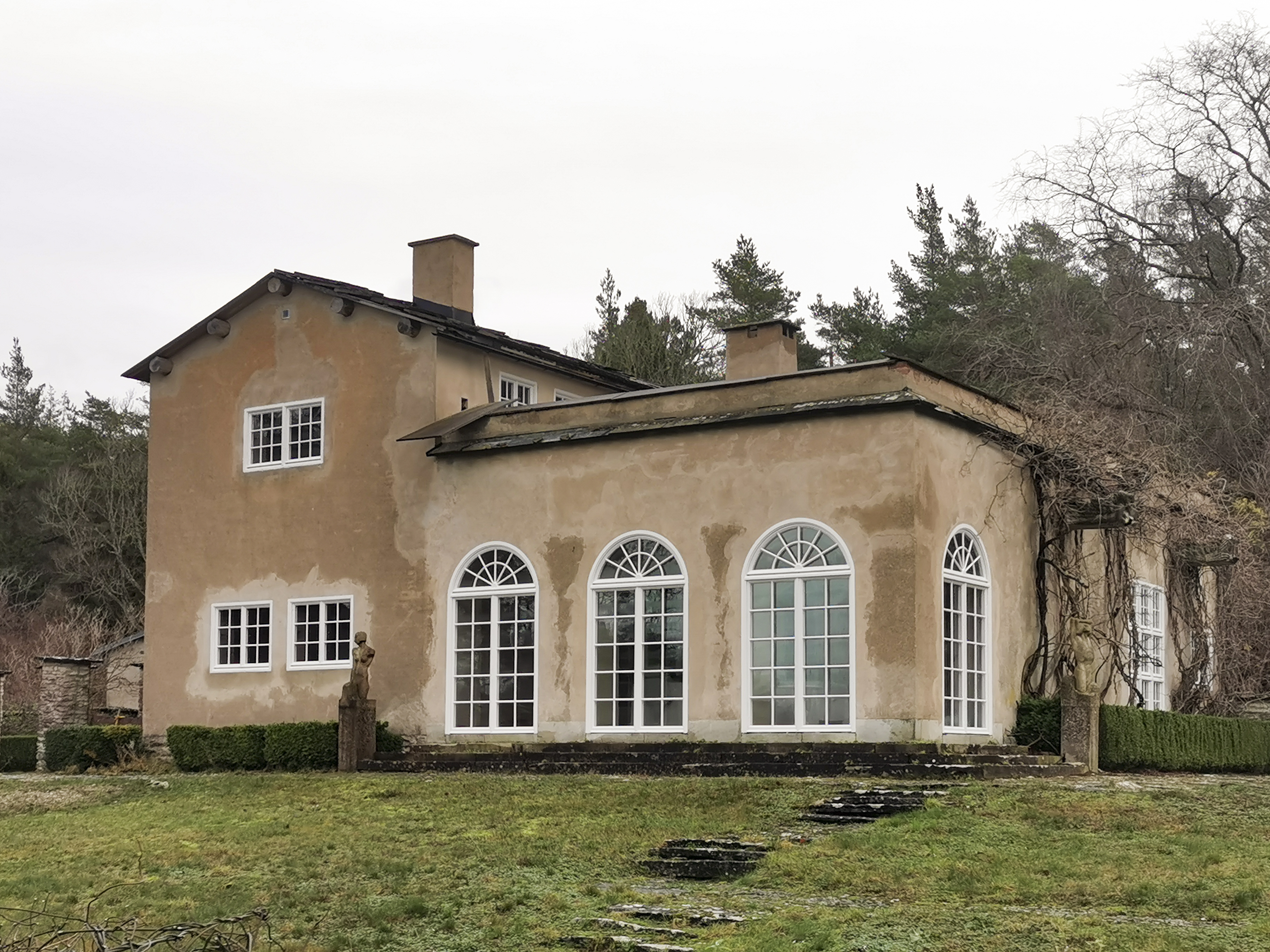